# Буров, Андрей Константинович
Андре́й Константи́нович Бу́ров 2 [15] октября 1900, Москва — 7 мая 1957, Москва) — советский архитектор, инженер-изобретатель, сценограф, дизайнер. Член-корреспондент Академии строительства и архитектуры СССР (с 1957 года), доктор технических наук.

## Биография
Родился в Москве 2 (15) октября 1900 года в семье архитектора. Его родители — Константин Фёдорович Буров (1854—1936) и Наталья Николаевна Бурова (1873—1910) принадлежали к кругу передовой интеллигенции, отличавшейся прогрессивными взглядами, высокой культурой и любовью к искусству. К. Ф. Буров имел большой опыт в проектировании и строительстве жилых и общественных зданий в Москве, его профессия оказала большое влияние на вкусы и взгляды А. Бурова. Н. Н. Бурова (урожденная Сенявина) была в родстве с семьей знаменитого русского адмирала Дмитрия Сенявина.
Интересовался семейными преданиями, связанными с ним, а затем российской историей и историей вообще. Однако общая атмосфера дома, интересы родителей и их близких способствовали тому, что Буров решил изучать архитектуру.
В 1918 году он окончил школу в Москве и в этом же году поступил на архитектурный факультет Свободных Государственных Художественных Мастерских (СВОМАС). В 1919 году вступил добровольцем в Красную армию, где прослужил до 1921 года, когда в соответствии с декретом об откомандировании студентов из армии в высшие учебные заведения был направлен в во ВХУТЕМАС (Высшие художественно-технические мастерские). Там он был зачислен на второй курс архитектурного факультета в мастерскую А. А. Веснина.
В то время во ВХУТЕМАСе на различных факультетах учились М. Барщ, А. Власов, Г. Гольц, И. Леонидов, М. Синявский и другие. Живописный факультет заканчивали П. Крылов, М. Куприянов, Н. Соколов (Кукрыниксы), Ю. Пименов, А. Гончаров, А. Дейнека, С. Образцов. Творческая атмосфера, в которой совместно обучались и постоянно общались между собой архитекторы, живописцы, скульпторы, а также педагоги А. А. Веснин, В. А. Фаворский и М. Я. Гинзбург оказали большое влияние на формирование взглядов и творческого метода А. К. Бурова.
Был членом «Объединения современных архитекторов» (ОСА), инициированного в 1925 году А. А. Весниным, М. Я. Гинзбургом и А. М. Ганом. В 1926 году Буров стал одним из ответственных редакторов печатного органа ОСА — журнала «Современная архитектура» (СА). Он активно участвовал в творческих дискуссиях, организуемых журналом, в пропаганде новых взглядов и идей. Многие его проектные работы, отражавшие новые направления и характер современной архитектуры, печатались на страницах СА.
С 1934 работал педагогом в Академии архитектуры СССР и Московском архитектурном институте.
В истории архитектуры XX века А. К. Буров наиболее известен своими рабочими клубами (для Пищевиков Крайнего Юга, Твери, Объединённого клуба пищевиков, Клуб пищевиков Минска), а также декорациями к фильму Эйзенштейна «Генеральная линия» (где Андрей Константинович создал здание молочной фермы, взяв за основу стилистику вилл Ле Корбюзье), также он известен тем, что сопровождал в качестве переводчика Ле Корбюзье во время его трех визитов в СССР в конце 20-х — начале 30-х годов — в связи с работой над проектом здания Центросоюза на Мясницкой улице в Москве. Буров также встречался с Корбюзье в Париже в 1935 году.

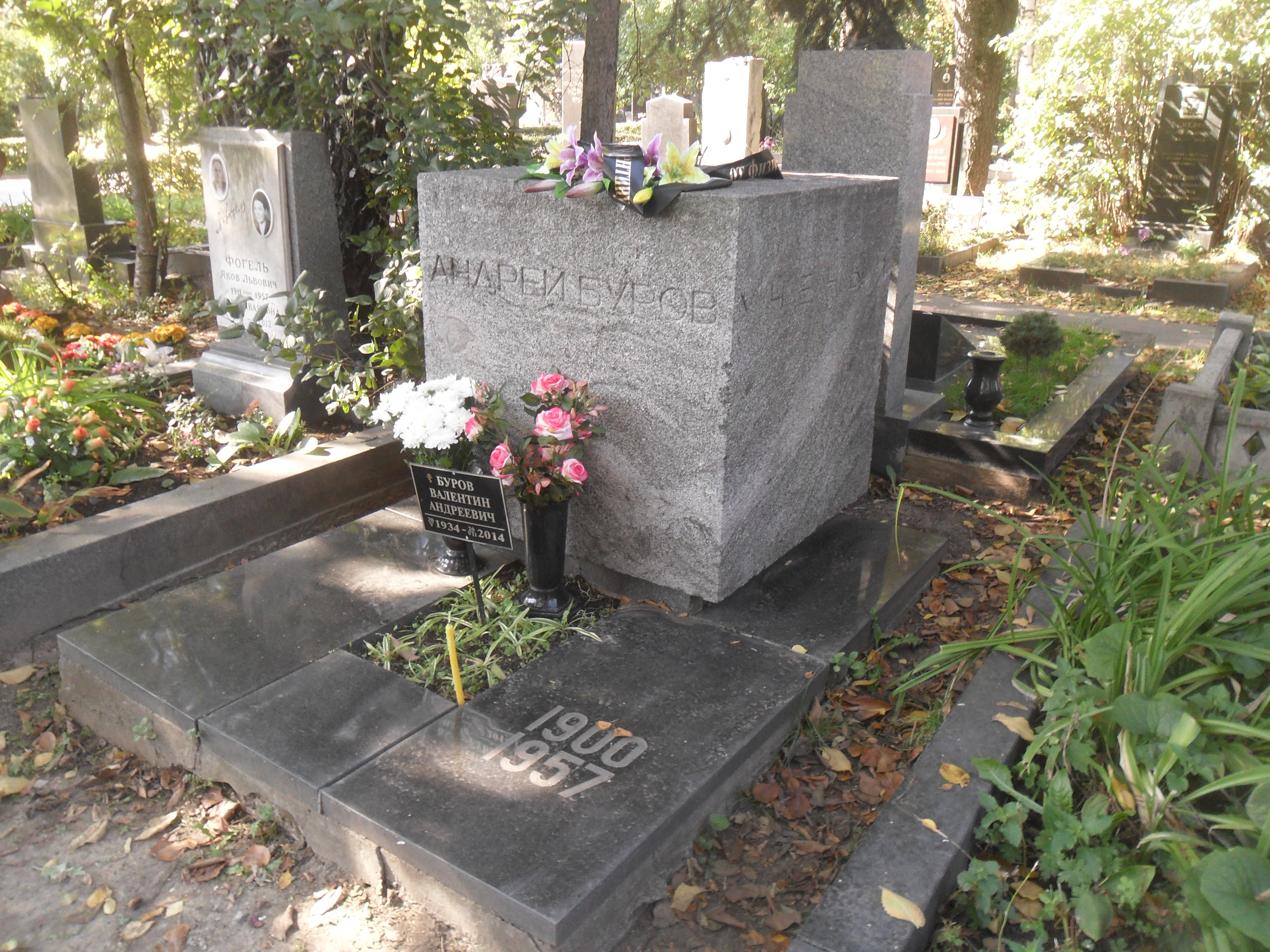
Могила Бурова на Новодевичьем кладбище Москвы.

Похоронен в Москве, на Новодевичьем кладбище, участок № 5.

## Краткий обзор идей
За относительно недолгую жизнь А.Бурова его взгляды на архитектуру претерпели существенные изменения. Они эволюционизировали от конструктивизма (на раннем этапе его архитектурной карьеры) к классицизму, а точнее к «русскому классицизму». В своей книге «Об архитектуре» Буров высказывает крайне консервативную позицию, систематически противопоставляя эстетику античного Парфенона (архитектурно-эстетический идеал автора), имеющего сакральное назначение — архитектонике урбанистического индустриального строительства середины XX-го века (высотные здания деловых центров больших городов США).

## Осуществленные архитектурные проекты

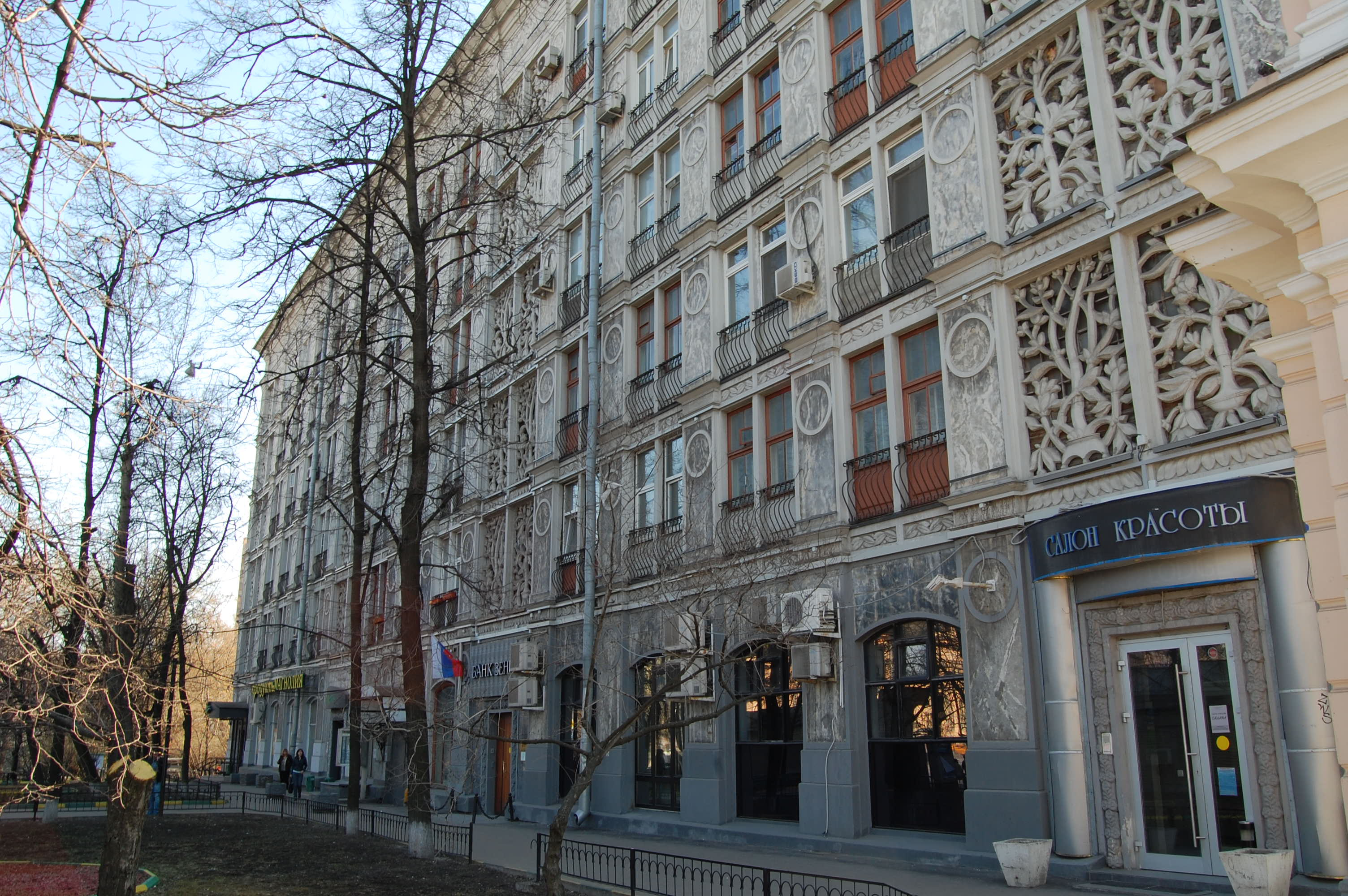
«Ажурный дом» на Ленинградском проспекте

Как архитектор-практик является автором Центрального Дома Архитектора в Гранатном переулке, Московского ипподрома и хорошо известных москвичам — жилых домов на Тверской, Полянке, Ленинградском проспекте, Бережковской набережной, в Лефортово, Здание Клуба пищевиков, павильоны Всероссийской кустарной с/х выставки (не сохранились) и др.

## Общий обзор творчества
Если ранние работы Бурова выполнены в стиле конструктивизма (клуб Союза пищевиков, 1928; павильоны на Всероссийской кустарной с/х выставке, 1929), то позднее он обратился к формам древнерусской архитектуры и классицизма (интерьеры Государственного Исторического музея, 1937; Генеральский дом в Лефортово 1938; фасад Дома архитектора в Москве, 1940)
Как и у его учителя А. А. Веснина, в творческом мышлении Бурова тесно связаны архитектура и сценография.
В молодости он много работал как художник театра — преимущественно для Первого рабочего театра Пролеткульта.
В 1924 году, ещё учась на четвёртом курсе, А. К. Буров разрабатывает проект Театра массового действа, привлекший всеобщее внимание четкостью композиции и концепций. Для этого театра он спроектировал динамичные конструкции для сцены из подвижных, легко трансформируемых экранов.
В конструктивистском духе спроектировал ряд павильонов Всероссийской сельскохозяйственной и кустарно-промышленной выставки (1923), но ещё более авангардными явились его декорации к фильму С. М. Эйзенштейна «Старое и новое» («Генеральная линия», 1926—1927) — близкий по духу к тогдашним постройкам Ле Корбюзье кинообраз совхозного животноводческого комплекса воплотил мечту о полной индустриализации сельского хозяйства. В 1930—1931 проектировал Челябинский тракторный завод (с его именем связан в первую очередь здешний клуб, план же прилегающего «социалистического города» остался не полностью осуществленным), в связи с чем был командирован в Детройт (1931).

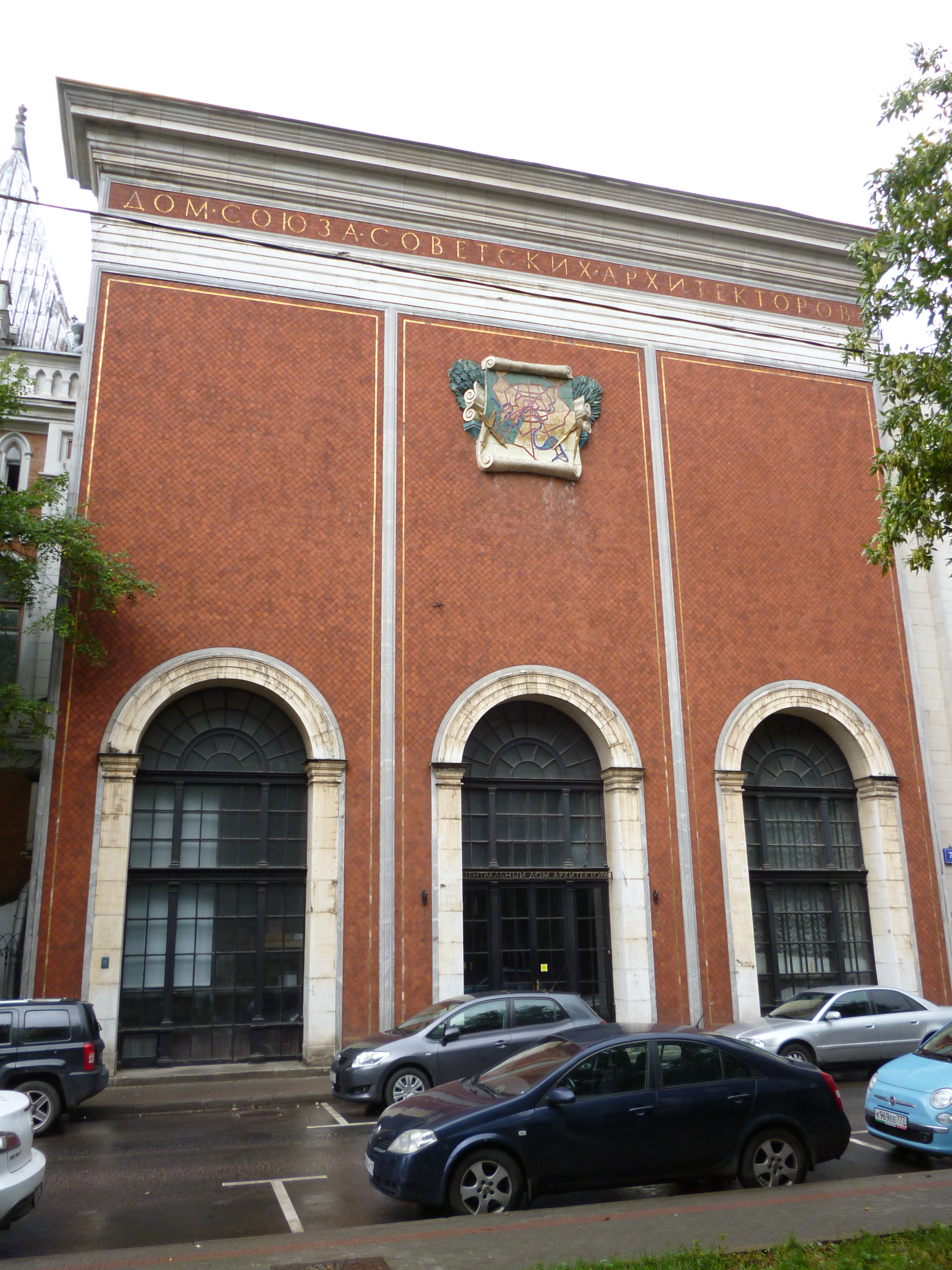
Дом архитектора в Гранатном переулке

Общая смена стилистического курса и разворот в сторону классики, характерные для 1930-х годов, нашли наглядное воплощение в буровской перестройке интерьеров Исторического музея в Москве (1937). Впечатления от поездки в Италию (1935) выразились в образах своего рода «социалистического неоренессанса», украшенных нарядным и в то же время стильным декором (жилой дом на улице Горького, бывший «дом Наркомлеса», 1935 и 1945, фасад Дома архитекторов, 1940; в обоих случаях в качестве художника был привлечен В. А. Фаворский). Проблемы декора органично соединились в творчестве мастера с новаторской методикой поточно-индустриального строительства, пионером которого он явился. Особенно характерен «Ажурный дом» на Ленинградском проспекте (1936—1940 гг.), покрытый ковром узорных панелей.
Стремясь уменьшить вес зданий и упростить их промышленную префабрикацию, он экспериментировал с цементом и гипсом, а в начале 1950-х годов разработал особо легкие и прочные «стекловолокнистые анизотропные материалы» (СВАМ). Издал одноименную книгу (1956).
Работая над реконструкцией Ялты (1944—1945) и стремясь поймать в кадр крымский берег в максимальном его протяжении, Буров стал и одним из первооткрывателей панорамного кино (в его случае — предполагающего синхронную съемку пятью камерами). В последний период жизни возглавлял лабораторию анизотропных структур АН СССР, где исследовал также перспективы использования ультразвука для лечения онкологических заболеваний.
В 1945 году Бурова выдвинули на получение Сталинской премии за работу на тему «Использование искусственной анизотропии для получения высокопрочных материалов».